# 7178 Ikuookamoto
7178 Ikuookamoto è un asteroide della fascia principale. Scoperto nel 1990, presenta un'orbita caratterizzata da un semiasse maggiore pari a 2,2604630 au e da un'eccentricità di 0,1974288, inclinata di 1,88476° rispetto all'eclittica.
L'asteroide è dedicato all'astronomo amatoriale giapponese Ikuo Okamoto.